# Coppa Italia 1972 (calcio femminile)
L'edizione 1972 è stata la seconda edizione nella storia della Coppa Italia di calcio femminile. Organizzata dalla Federazione Femminile Italiana Unita Autonoma Giuoco Calcio, il trofeo è stato vinto dalla Falchi Crescentinese, che nella finale in gara unica ha battuto per 4-1 la Lazio.

## Finale
In gara unica, disputata sabato 13 gennaio a Roma.
| Squadra 1            | Risultato | Squadra 2 |
| -------------------- | --------- | --------- |
| Falchi Crescentinese | 4-1       | Lazio CF  |